# Borgonya
|  | No s'ha de confondre amb Borgonyà. |

La Borgonya (antigament Borgunya o Burgunya, Bourgogne en francès) és una regió de França, habitada cronològicament per celtes, gals, romans, gal·loromans i diversos pobles germànics. Actualment està situada a la regió de la Borgonya - Franc Comtat. Va ser una província de França fins al 1790 i fins al 2016 va ser una regió dividida en quatre departaments.

## Geografia
La Borgonya limitava amb les antigues regions de l'Illa de França, Xampanya-Ardenes, el Franc Comtat, Roine-Alps, Alvèrnia i el Centre - Vall del Loira.
La capital regional va ser Dijon, ciutat situada al departament de Costa d'Or.

## Història
La Borgonya deu el seu nom al poble dels burgundis, poble germànic que ocupà aquestes terres després de la fi de l'Imperi Romà d'Occident. L'any 443 s'hi creà el Regne de la Borgonya, que durà fins a l'any 534 en què els francs derrotaren Godomar de la Borgonya, l'últim rei burgundi, a la batalla d'Autun i s'annexionaren el seu territori. El 888 Rodolf I fou erigit a Ginebra, que esdevingué capçalera del comtat de Ginebra), en rei de la Borgonya Transjurana, com a hereu de part del regne de Carles III el Gras.
A l'edat mitjana, cal distingir entre el comtat i el ducat de la Borgonya. El primer (actualment Franc Comtat) formava part de l'Imperi Germànic; el segon, format pels comtats de Mâcon, Chalon, Sens, Auxerre, Tonnerre, Nevers i Autun, pertanyia al Regne de França.

## Economia

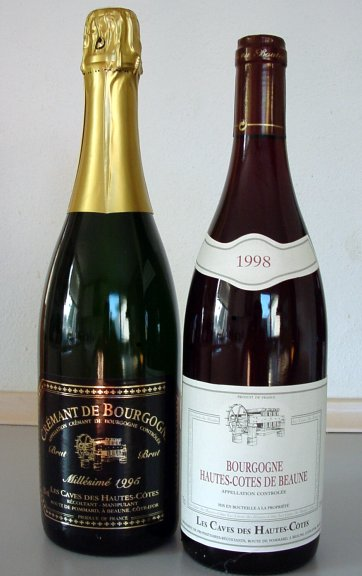
Vins de la Borgonya

L'economia borgonyona és dinàmica i força especialitzada. Dins el sector primari destaquen la producció de cereals: blat i ordi a la Costa d'Or i Yonne, oleaginoses, bestiar boví (Charolais, Morvan, Nivernès) i vi (Beaujolais, Beaune, Mâconnais).
La indústria, que s'hi desenvolupa des del segle xix (carbó a Montceau-les-Mines, siderúrgia a Creusot), conegué un nou desenvolupament després de la fi de la Segona Guerra Mundial. Aquest desenvolupament se centrà fonamentalment a la vall del riu Saona (Mâcon, Chalon-sur-Saône), a la capital regional (Dijon) i al departament de Yonne.
En canvi, el nord de la regió, mancat de grans empreses, ha vist com s'hi instal·laven indústries menys pesants i més diversificades: indústria química, farmacèutica, electrònica, producció de plàstics, indústria paperera, mecànica, automobilística i agroalimentària.
Així mateix, el comerç exterior i el turisme (gastronomia, història, cultura i ecoturisme al Parc Natural de Morvan) són una important font de recursos econòmics per a la regió.

## Política
El president del Consell Regional de la Borgonya és el socialista François Patriat, que ocupa aquest càrrec des de les eleccions regionals de 2004.
La coalició progressista que encapçalà François Patriat estava formada pel Partit Socialista, el Partit Comunista Francès, Els Verds i el Partit Radical d'Esquerra. Aquesta coalició obtingué el 52,49% dels vots emesos a la segona volta i 37 dels 57 escons en joc.
La llista de François Patriat fou la més votada a totes les circumscripcions electorals. El millor resultat l'aconseguí al departament de Nièvre amb el 58,22% dels vots emesos. Per contra, el pitjor resultat fou l'aconseguit al departament de Yonne amb només el 44,62%.
La llista del president sortint, Jean-Pierre Soisson, de la conservadora UMP, obtingué un 32,14% dels vots i 14 escons.
La candidatura del Front Nacional fou la menys votada a la segona volta amb un 15,37% dels vots i 6 escons.
La Unió per a la Democràcia Francesa, que havia obtingut un 12,98% dels vots a la primera volta de les eleccions, es retirà de la segona volta sense donar cap consigna de vot.

## Demografia
La població de la Borgonya és poc densa i desigualment repartida: es concentra bàsicament prop dels eixos de comunicació, mentre que el Morvan (àrea muntanyenca a l'oest de la regió) es va despoblant. Actualment, la Borgonya té menys habitants que l'any 1881.
Des de 1990, el desequilibri demogràfic entre la Borgonya i les grans regions del seu voltant (Illa de França i Roine-Alps) s'ha accentuat. Mentre aquestes dues regions experimenten importants creixements demogràfics, la Borgonya pateix l'estancament de la seva població, així com un envelliment progressiu.